# Ansgar Skriver
Ansgar Skriver (* 4. Juni 1934 in Ockholm; † 23. Dezember 1997) war ein deutscher Journalist.

## Leben
Ansgar Skriver wurde als ältestes von drei Kindern des Theologen Carl Anders Skriver (1903–1983) und seiner Ehefrau Hildgard, geb. von Brockdorff (1903–1982), geboren. Sein Vater war von 1933 bis 1952 Pastor in Ockholm und einer der Vorkämpfer der veganen Bewegung in Deutschland.
Nach einer Buchhändlerlehre studierte Skriver in Tübingen und an der FU Berlin Volkswirtschaft und Soziologie. Von 1953 bis 1956 war er Mitglied des Bundesvorstandes Junge Presse. 1956 gründete er in Berlin den Ansgar-Skriver-Verlag, in dem er die Zeitschrift Lyrische Blätter verlegte, und den dann 1963 Hildegard Brenner übernahm. 1957 gehörte Skriver zu den Gründungsmitgliedern der Deutsch-Israelischen Studiengruppe an der Freien Universität Berlin. Als Vertreter der Deutsch-Israelischen Studiengruppen berichtete Skriver 1961 als Journalist im Rahmen einer Beobachterdelegation vom Eichmann-Prozess aus Jerusalem. 1963 erhielt Skriver – für einen Beitrag in der Wochenzeitung Die Zeit – den Theodor-Wolff-Preis.
Von 1963 bis 1966 war Skriver Lektor beim Kreuz-Verlag Stuttgart. Seit 1966 war er Redakteur beim Westdeutschen Rundfunk (WDR), u. a. als Redakteur der Reihe „Politisches Feature“. Von 1981 bis 1985 war er in New York Hörfunkkorrespondent von WDR und NDR für die UNO.
Ansgar Skriver war langjähriges Kuratoriumsmitglied der Aktion Sühnezeichen Friedensdienste.

## Veröffentlichungen

### Monografien
- Sühnezeichen. Brücken über Blut und Asche (mit Fotos von Dieter Heggemann u. a.). Kreuz-Verlag, Stuttgart 1962.
- Gotteslästerung? Rütten & Loening, Berlin 1962.
- Soldaten gegen Demokraten. Militärdiktatur in Griechenland. Kiepenheuer und Witsch, Köln 1968.
- Schreiben und schreiben lassen. Innere Pressefreiheit, Redaktionsstatute. C.F. Müller, Karlsruhe 1970.
- Das Konzept Hilfe ist falsch. Entwicklung in Abhängigkeit. Peter Hammer Verlag, Wuppertal 1977.
- Zu viele Menschen? Die Bevölkerungskatastrophe ist vermeidbar. Piper, München und Zürich 1986.

### Aufsätze
- Entwicklungspolitik zwischen nationaler Aussenpolitik und sozialer Weltinnenpolitik. In: Vorgänge. Zeitschrift für Bürgerrechte und Gesellschaftspolitik, Jg. 14, 1975, H. 5, S. 15–27.
- Die wirklichen Interessen der Dritten Welt und der Starrsinn der Industrienationen In: Vorgänge. Zeitschrift für Bürgerrechte und Gesellschaftspolitik, Jg. 18, 1979, H. 4/5, S. 60–70.
- Wie sicher ist der Atomwaffensperrvertrag?. In: Aus Politik und Zeitgeschichte (APuZ), Jg. 25, 1975, H. 19, S. 3–17.
- „Der Afrikaner arbeitet nicht.“ Die Dritte Welt in deutschen Schulbüchern. In: Aus Politik und Zeitgeschichte (APuZ), Jg. 27, 1977, H. 21, S. 37–46.
- Entwicklungspolitik und Menschenrechte. In: Aus Politik und Zeitgeschichte (APuZ), Jg.  33, 1983, H. 48, S. 23–32.
- Die westlichen Menschenrechtsorganisationen können vom Süden lernen. Zu den Perspektiven nach der Wiener Menschenrechtskonferenz. In: Gewerkschaftliche Monatshefte, Jg. 44 (1993) H. 9, S. 521–531 (online).
- Traurige Traditionen. AIDS und genitale Verstümmelung. Das Elend der Bevölkerung. In: Lutherische Monatshefte, Jg. 34 (1995), H. 6, S. 2–4.

### Herausgeberschaften
- Zusammen mit Manfred Rexin: Der Weg zum Massenmord. 100 Jahre Antisemitismus in Deutschland. Dokumente. Selbstverlag, Berlin-Lichterfelde 1960.
- Berlin und keine Illusion. 13 Beiträge zur Deutschland-Politik. Rütten & Loening, Berlin 1962.
- Aspekte der aktuellen Bevölkerungsdiskussion. 10 Jahre „Kommission für Internationale Bevölkerungsfragen“. Deutsche Gesellschaft für die Vereinten Nationen, Bonn 1996.

### Bibliographie
Eine umfassende Auflistung der Schriften von Ansgar Skriver, einschließlich seiner Essays und Zeitschriftenbeiträge, bietet der Katalog der Bibliothek der Theologischen Hochschule Friedensau.